# Hollywood Pictures
Hollywood Pictures  fue una empresa de The Walt Disney Company para el cine. Al igual que las marcas Touchstone Pictures y Miramax Films, también produjo películas para un público más maduro que la audiencia de Walt Disney Pictures. El logo de la empresa es la Esfinge; y la música que acompaña al logo fue compuesta por Danny Elfman. Su primera película fue Arachnophobia (1990). Su primera cinta para todos los públicos fue The Santa Clause (1994), coproducida junto a Walt Disney Pictures.
Aunque el jefe de Walt Disney entonces, Michael Eisner tuvo la intención de que la compañía tuviera una estructura íntegra, tal y como es el caso de Touchstone, en los últimos años sus operaciones se han reducido y la administración se ha consolidado con la del estudio matriz Walt Disney Pictures. Su película más taquillera fue The Sixth Sense (1999), que sólo en los Estados Unidos recaudó más de 200 millones de dólares.
Después de pasar por una época de inactividad, la marca se reactivó para dedicarse a películas de género de bajo presupuesto, al igual que ocurre con Dimension Films (que era también división de Walt Disney, y ahora pertenece a TWC) o Screen Gems, de Sony Pictures (parte de Columbia Pictures), Fox Atomic de News Corporation (parte de Fox Searchlight Pictures) y Rogue Pictures de Relativity Media (distribuida por su antigua matriz Universal Studios). La primera película estrenada por la resurgida Hollywood Pictures fue la película de terror de 2006 Stay Alive.

## Listado de películas de Hollywood Pictures

### 1990s
1990
- Arachnophobia (1990, coproducción junto a Amblin Entertainment)
- Taking Care of Business (1990)

1991
- Run (1991)
- The Marrying Man (1991)
- One Good Cop (1991)
- V.I. Warshawski (1991)

1992
- The Hand That Rocks the Cradle (1992)
- Medicine Man (1992, coproducción junto a Cinergi Pictures)
- Blame It on the Bellboy (1992)
- Straight Talk (1992)
- Passed Away (1992)
- Sarafina (1992) (coproducción junto a Miramax Films)
- A Stranger Among Us (1992)
- Encino Man (1992)
- Consenting Adults (1992)
- The Distinguished Gentleman (1992)

1993
- Aspen Extreme (1993)
- Swing Kids (1993)
- Nacida ayer (1993)
- Bound by Honor (1993)
- Super Mario Bros. (1993, coproducción junto a Cinergi Pictures, Nintendo y Allied Filmmakers)
- Guilty as Sin (1993)
- Son in Law (1993)
- Father Hood (1993)
- Blood in Blood Out (1993)
- The Joy Luck Club (1993)
- Money for Nothing (1993)
- Tombstone (1993, coproducción junto a Cinergi Pictures)

1994
- The Air Up There (1994)
- Angie (1994)
- Holy Matrimony (1994)
- Color of Night (1994, coproducción junto a Cinergi Pictures)
- In the Army Now (1994)
- Camp Nowhere (1994)
- Quiz Show: El dilema (1994)
- The Puppet Masters (1994)
- A Low Down Dirty Shame (1994)
- Terminal Velocity (1994, coproducción junto a Interscope Communications y PolyGram Filmed Entertainment)
- The Santa Clause (1994) (junto a Walt Disney Pictures)

1995
- Houseguest (1995)
- Miami Rhapsody (1995)
- Champions of the World (1995)
- Roommates (1995)
- Funny Bones (1995)
- Mientras dormías (1995 coproducción junto a Caravan Pictures)
- A Pyromaniac's Love Story (1995)
- Marea roja (1995, coproducción junto a Don Simpson y Jerry Bruckheimer)
- Judge Dredd (1995, coproducción junto a Cinergi Pictures)
- Mentes peligrosas (1995, coproducción junto a Don Simpson and Jerry Bruckheimer)
- The Tie That Binds (1995)
- Unstrung Heroes (1995)
- Dead Presidents (1995, coproducción junto a Caravan Pictures)
- The Scarlet Letter (1995, coproducción junto a Cinergi Pictures)
- Powder (1995)
- Nixon (1995, coproducción junto a Cinergi Pictures)
- Mr. Holland's Opus (1995, coproducción junto a Interscope Communications and PolyGram Filmed Entertainment)

1996
- White Squall (1996, coproducción junto a Largo Entertainment)
- Antes y después (1996)
- Eddie (1996, coproducción junto a PolyGram Filmed Entertainment and Island World)
- Celtic Pride (1996, coproducción junto a Caravan Pictures)
- Spy Hard (1996)
- La Roca (1996, coproducción junto a Don Simpson and Jerry Bruckheimer)
- Jack (1996, coproducción junto a American Zoetrope)
- The Rich Man's Wife (1996, coproducción junto a Caravan Pictures)
- The Associate (1996)
- Shadow Conspiracy (1996, coproducción junto a Cinergi Pictures)
- Evita (1996, coproducción junto a Cinergi Pictures)

1997
- Prefontaine (1997)
- Grosse Pointe Blank (1997)
- Gone Fishin' (1997, coproducción junto a Caravan Pictures)
- G.I. Jane (1997, coproducción junto a Caravan Pictures y Largo Entertainment)
- Washington Square (1997)
- An American Werewolf in Paris (1997)

1998
- Deep Rising (1998, coproducción junto a Cinergi Pictures)
- An Alan Smithee Film: Burn Hollywood Burn (1998, coproducción junto a Cinergi Pictures)
- Firelight (1998)
- Simon Birch (1998 coproducción junto a Caravan Pictures)

1999
- Breakfast of Champions (1999)
- The Sixth Sense (1999, presentación de una producción de Spyglass Entertainment)
- Mystery, Alaska (1999)

### 2000s
2000
- Gun Shy (2000) (coproducción junto a Fortis Films)
- Duets (2000) (coproducción junto a Seven Arts Pictures, Village Roadshow Pictures y Beacon Pictures)

2001
- Just Visiting (2001) (codistribuída y producida junto a Gaumont)

2006
- Stay Alive (2006) (coproducción junto a Spyglass Entertainment y Endgame Entertainment)

2007
- Primeval (2007) (coproducción junto a Pariah)
- The Invisible (2007) (coproducción junto a Spyglass Entertainment)